# My Old Kentucky Home

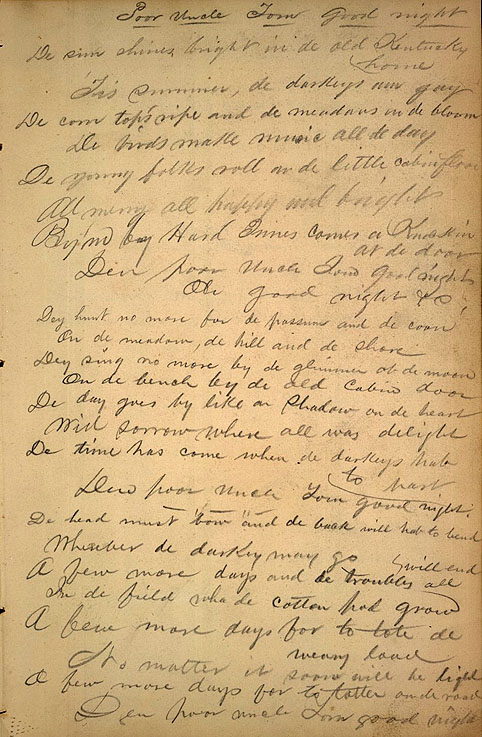
Stephen Fosters originales Textmanuskript von 1852 mit der Überschrift: „Poor Uncle Tom“

My Old Kentucky Home, von Stephen C. Foster im Jahr 1853 verfasst, ist seit dem 19. März 1928 die offizielle Hymne des US-Bundesstaats Kentucky.
Der Autor und Komponist Foster schrieb das Lied nachweislich unter dem Eindruck des kurz zuvor (1852) veröffentlichten Romans „Onkel Toms Hütte“ von Harriet Becher-Stowe. In dem Lied greift er aus der Sicht eines „Negersklaven“ eines der Hauptthemen des Romans auf, nämlich den erzwungenen Ortswechsel durch Verkauf und die Sehnsucht nach der vorigen Heimat in Kentucky, wo auch seine Frau und seine Kinder geblieben waren. Dementsprechend hatte Foster sein Lied ursprünglich mit „Poor Uncle Tom“ („Armer Onkel Tom“) überschrieben. Während indes das Herausgerissensein des Protagonisten aus der Familie und der vertrauten Umgebung beklagt werden, lässt sich aus dem Lied eine grundsätzliche Kritik am System der Sklaverei zumindest nicht unmittelbar herauslesen. Es ist im Text von anderen Schwarzen die Rede, die als durchaus nicht unzufrieden dargestellt werden. Es gilt allerdings als sicher, dass Foster mit der Abolitionistenbewegung sympathisierte, ohne ihr direkt anzugehören.
Umstritten ist, inwieweit ein Besuch Fosters bei seinen Verwandten in Bardstown (Kentucky) eine Rolle bei der Entstehung des Liedes spielte und das Lied vielleicht sogar bei dieser Gelegenheit entstand. Foster reiste 1852 von seiner Heimatstadt Pittsburgh aus nach New Orleans und machte möglicherweise einen Zwischenhalt auf der Farm „Federal Hill“, die der Familie seiner Cousins gehörte. Das prächtige Hauptgebäude hatte Senator John Rowan 1795 errichten lassen, nachdem ihm das gesamte umliegende Land als Mitgift in die Ehe zugefallen war. In der Folgezeit festigte sich hartnäckig die Auffassung, Foster habe an den Stellen des Liedes, wo er von einer Hütte („cabin“) schrieb, in Wirklichkeit dieses Farmhaus gemeint, so dass der Liedtitel „My Old Kentucky Home“ schließlich als Name auf das Gebäude überging und sich bis in die Gegenwart hielt. Das Haus steht heute inmitten des „My Old Kentucky Home State Park“ und dient als Museum.
Die Änderung des ursprünglichen, die Sklaverei anprangernden Titels hin zu „Old Kentucky home, good-night“ war offensichtlich dem Umstand geschuldet, dass Foster sein Lied auch in den Südstaaten vermarkten und seine Kunden nicht verprellen wollte, denn ohne den Titel ist nicht mehr so eindeutig erkennbar, dass es sich um das Sehnsuchtslied eines Sklaven handelt. Vielmehr könnte es, zumindest oberflächlich betrachtet, auch als die Klage eines Weißen verstanden werden, den das Schicksal fern von seiner Heimat verschlagen hat, und so wird es auch vielfach heute noch interpretiert – obwohl die mehrmalige Nennung einer Hütte als Wohnstätte nicht recht dazu passt.
Fosters Titeländerung machte das Lied jedenfalls tatsächlich in den Südstaaten salonfähig, und es wurde ein beliebter Song in Minstrel Shows, in denen das Leben der Sklaven in beschönigender Weise dargestellt wurde. Hierzu trug auch bei, dass sie in Fosters Text als grundsätzlich gut gelaunt beschrieben werden und offenbar eine erträgliche Behandlung genießen. An dieser Beschreibung schieden sich die Geister. Während manche das Lied als eine rassistische Beschreibung einer Schein-Idylle der Sklaverei in den Vereinigten Staaten ansahen, wobei die Betroffenen ihr Schicksal keineswegs als drückende Last empfanden, interpretierten andere – in Übereinstimmung mit dem berühmten schwarzen Abolitionisten Frederick Douglass – den Text als eine Sympathiebekundung gegenüber den afroamerikanischen Sklaven.
Da diese Interpretationsfrage nie mit Sicherheit zu klären war, beschloss 1986 das Staatsparlament (Kentucky General Assembly), das Lied zu entschärfen, indem man (jedoch nur in der ersten Strophe) das Wort „darkies“ (deutsch: „Schwarze“) durch „people“ (deutsch: „Leute“, „Menschen“) ersetzte. Damit ist der Bezug zum ursprünglichen Anliegen Fosters zumindest in der ersten Strophe überhaupt nicht mehr erkennbar.
My Old Kentucky Home ist das traditionelle Lied des Kentucky Derbys. Dort wird es von der Marschkapelle der University of Louisville intoniert. Die University of Kentucky lässt die Hymne ebenfalls bei ihren Basketball- und Football-Turnieren spielen.
1970 schrieb Randy Newman eine überarbeitete Version des Liedes. Die Aufnahme enthält eine weniger sentimentale Sicht des Lebens in Kentucky.

## Text
My old Kentucky home good night
The sun shines bright in the old Kentucky home,
’Tis summer, the darkies are gay,
The corn top’s ripe and the meadow’s in the bloom,
While the birds make music all the day.
The young folks roll on the little cabin floor,
All merry, all happy and bright:
By’n by Hard Times comes a knocking at the door,
Then my old Kentucky home, good-night!
Kehrreim:
Weep no more my lady,
Oh! weep no more to day!
We will sing one song for the old Kentucky home,
For the old Kentucky home, far a-way.
They hunt no more for the possum and the coon
On the meadow, the hill, and the shore,
They sing no more by the glimmer of the moon,
On the bench by the old cabin door.
The day goes by like a shadow o’er the heart,
With sorrow where all was delight:
The time has come when the darkies have to part,
Then my old Kentucky home good-night!
Chorus.
The head must bow and the back will have to bend,
Wherever the darkey may go:
A few more days, and the trouble all will end
In the field where the sugar-canes grow.
A few more days for to tote the weary load,
No matter ’twill never be light,
A few more days ’till we totter on the road,
Then my old Kentucky home good night!
Chorus.